# Netzpython
Der Netzpython (Malayopython reticulatus, Syn.: Python reticulatus) zählt zur Gattung Malayopython in der Familie der Pythons (Pythonidae). Er ist eine der größten Schlangen der Welt. Netzpythons leben in den Tropen Südostasiens. Ursprünglich bewohnte die Art dort feuchte Regenwälder und Sümpfe, sie ist jedoch sehr anpassungsfähig und besiedelt auch landwirtschaftliche Nutzflächen und Siedlungen.

## Beschreibung
Der Netzpython zählt zu den größten Schlangen der Welt. Hinsichtlich Körperlänge und -gewicht zeigt die Art einen sehr starken Sexualdimorphismus, Weibchen sind im Mittel erheblich größer und schwerer als Männchen. Im Süden Sumatras erreichten bei einer Stichprobe von insgesamt 1046 Individuen Männchen maximal eine Kopf-Rumpf-Länge von 4,25 Meter und ein Gewicht von 20 Kilogramm, Weibchen eine Kopf-Rumpf-Länge von 6,08 Meter und ein Maximalgewicht von 75 Kilogramm. Inselformen bleiben, wie bei vielen Wirbeltieren, wesentlich kleiner (→ Inselverzwergung). Auf der zwischen Sulawesi und Flores liegenden Insel Jampea erreichen Männchen maximal eine Gesamtlänge von 2,10 Meter, Weibchen maximal 3,35 Meter.
Gesicherte Angaben zur Maximallänge der Art liegen bisher nicht vor. Generell sind Netzpythons von über 6 m Gesamtlänge selten. Eines der längsten bisher seriös vermessenen Individuen stammt aus der Nähe von Balkipapan, Ost-Borneo, wies im anästhesierten Zustand eine Gesamtlänge von 6,95 m auf und war nach einer Fastenzeit von 3 Monaten 59 kg schwer. Zum Teil weithin publizierte Angaben zu weit größeren Exemplaren mit Längen bis fast 9 m hielten bisher in keinem Fall einer wissenschaftlichen Überprüfung stand, auch der Netzpython Colossus war nach einer neueren Untersuchung bei seinem Tod nicht knapp 9 m, sondern nur 6,35 m lang.
Dieser Python ist relativ schlank, der Kopf ist groß, abgeflacht und sehr deutlich vom Hals abgesetzt. Auf den Schwanz entfallen etwa 13–14 % der Gesamtlänge. Von oben erscheint der Kopf recht länglich, die Schnauze ist gerundet. Die Nasenlöcher sind seitlich angeordnet, aber noch von oben sichtbar. Das Rostrale ist von oben kaum sichtbar. Die vorderen Präfrontalia sind ebenfalls groß und länger als breit. Dahinter folgt ein Band unregelmäßig geformter Schuppen, die wahrscheinlich die hinteren Präfrontalia darstellen. Das Frontale selbst ist groß und oval und häufig durch eine vertikale Sutur geteilt. Die Supraocularia sind groß und meist ungeteilt. Die Parietalia sind zahlreich und klein.

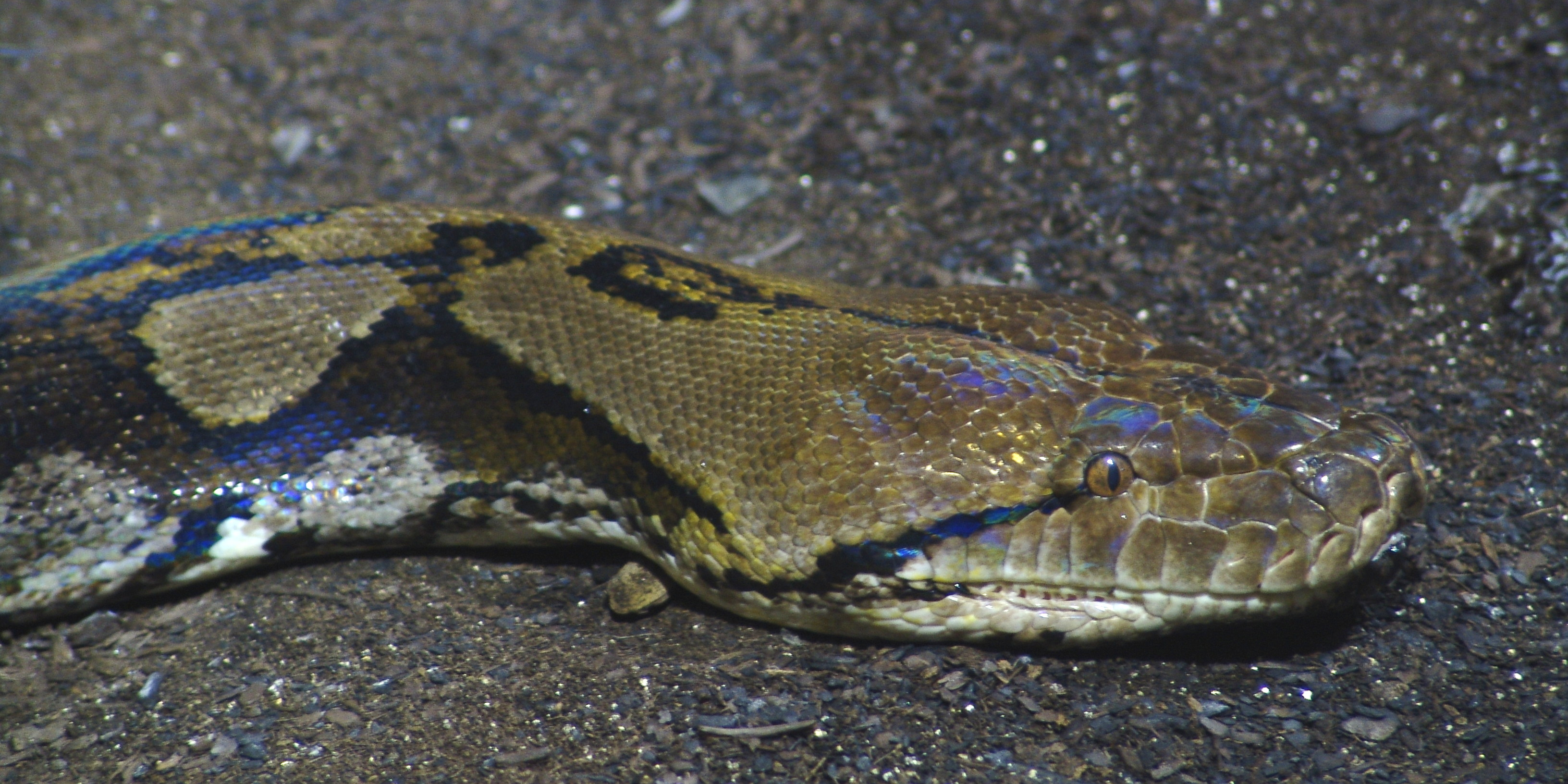
Porträt eines Netzpythons

In der Seitenansicht befinden sich zwischen Nasale und Auge zwei bis vier große, unregelmäßig geformte Zügelschilde (Lorealia) und zwei Präocularia. Es gibt zwei bis vier kleine und unregelmäßig geformte Postocularia. Die Anzahl der großen Supralabialia kann zwischen 10 und 14 liegen, die ersten vier zeigen tiefe Labialgruben mit ziemlich schmalen, schrägen Schlitzen. Im Normalfall berührt nur das siebte Supralabiale das Auge. Der Unterkiefer zeigt 20–23 Infralabialia, von denen die vorderen 6 rundliche Labialgruben zeigen.
Die Anzahl der Bauchschuppen (Ventralschilde) variiert je nach Herkunft der Individuen zwischen 290 und 334, die der paarigen Subcaudalia zwischen 78 und 102 und die Anzahl der dorsalen Schuppenreihen in der Körpermitte zwischen 64 und 81.
Die Grundfarbe ist sehr variabel über gelb, hell- und dunkelbraun bis fast schwarz. Die Art zeigt auf dem Rücken eine komplizierte Zeichnung unregelmäßiger, heller Rauten, die breit dunkel und anschließend hell gerandet sind. Diese Rautenzeichnung wird an den Flanken durch dunkle Flecken mit einem hellen Zentrum ergänzt. An den Flanken stoßen jeweils nach oben zugespitzte Dreiecke zwischen diese dunklen Flecken. Insgesamt entsteht so eine Netzzeichnung, der die Art ihren deutschen Namen verdankt. Der Kopf ist einfarbig und bis auf einen schmalen, schwarzen Streifen vom Auge bis zum Mundwinkel und einen dunklen Mittelstrich ungezeichnet. Die Iris ist meist orange, auf Sulawesi jedoch häufig auch goldfarben, im Osten Indonesiens eher weißlich-grau. Die Zunge ist größtenteils fast schwarz mit einer weißlichen Spitze, auf den indonesischen Inseln Jampea und Selayar ist die Zungenbasis eher rosa bis dunkellila.
Der weitestgehend zeichnungslose Kopf und die sehr markante Rückenzeichnung unterscheiden die Art von allen anderen Pythons.

## Verbreitung und Lebensraum

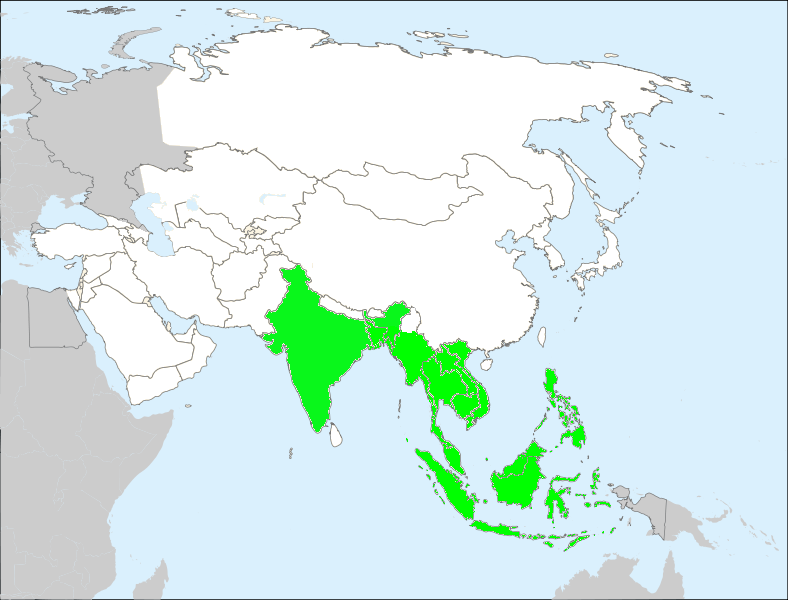
Verbreitung des Netzpythons

Das Verbreitungsgebiet des Netzpythons umfasst große Teile des tropischen Süd- und Südostasiens. Es erstreckt sich von Bangladesch und dem Bundesstaat Assam in Indien und den Nikobaren im Westen nach Osten bis zu den Philippinen und in den Osten Indonesiens. Die Nordgrenze der Verbreitung ist im Detail noch umstritten, so wird das Vorkommen im Nordosten Indiens zum Teil bezweifelt; auch ob in Vietnam eine nördliche Verbreitungsgrenze existiert und ob die Art in China vorkommt, wird kontrovers diskutiert.
Die Art schwimmt sehr gut und hat daher auch alle größeren Inseln in diesem Areal besiedelt. Bereits 1908 wurde sie als eine der ersten Wirbeltierarten wieder auf der 1883 durch einen Vulkanausbruch völlig zerstörten Inselgruppe Krakatau festgestellt.
Die Art bewohnte ursprünglich feuchte tropische Regenwälder und Sümpfe. Netzpythons haben sich jedoch als sehr anpassungsfähig erwiesen und besiedeln heute auch Sekundärwälder, landwirtschaftliche Nutzflächen und menschliche Siedlungen bis hin zu Großstädten; die Art ist beispielsweise in Bangkok nicht selten und wurde auch mehrfach in Jakarta nachgewiesen. In allen besiedelten Habitaten sind Netzpythons eng an Wasser gebunden und halten sich meist in der Nähe kleiner Flüsse, Kanäle oder Tümpel auf.

## Systematik
Bevor der Netzpython von Reynolds et al. 2014 der neu eingeführten Gattung Malayopython zugeordnet wurde, war er als Python reticulatus in die Gattung der Eigentliche Pythons (Python) eingruppiert. Die Monophylie der Gattung Python wurde seit langem kontrovers diskutiert. Unter anderem Walls wies darauf hin, dass zumindest der Netzpython in einer Reihe von morphologischen Merkmalen den Pythons der Gattung Morelia viel näher steht als den anderen Arten der Gattung Python. Eine 2008 veröffentlichte molekulargenetische Untersuchung hat die Paraphylie der Gattung Python bestätigt. Demnach ist der nächste Verwandte des Netzpythons der Timorpython. Diese beiden Arten bilden das Schwestertaxon aller Pythons Australiens und Papua-Neuguineas, sind mit diesen also näher verwandt als mit den übrigen Arten der Gattung Python. Aufgrund dieser Ergebnisse wurden Netzpython und Timorpython zunächst in die bereits von Hoser vorgeschlagene Gattung Broghammerus überführt, die allerdings ungültig ist, da die Gattung in einer Zeitschrift beschrieben wurde, die kein Peer-Review-Verfahren durchführt. Anfang 2014 wurde deshalb der Gattungsname Malayopython für den Netzpython und den Timorpython eingeführt.
Der Netzpython trägt seitdem den wissenschaftlichen Namen Malayopython reticulatus und ist Typusart der neuen Gattung.
Trotz des riesigen Verbreitungsgebietes wurde die Frage, ob Unterarten differenzierbar sind, erst 2002 untersucht. Aufgrund molekulargenetischer und morphologischer Untersuchungen wurden neben der Nominatform vorerst mindestens zwei weitere Unterarten vorgeschlagen:
- M. r. reticulatus (Nominatform) – Asiatisches Festland, Große und Kleine Sundainseln
- M. r. saputrai – Südwesten und Südosten von Sulawesi sowie die Insel Selayar südlich von Sulawesi
- M. r. jampeanus – nur auf der Insel Jampea zwischen Sulawesi und Flores

Die molekulargenetischen Ergebnisse legen außerdem eine Abgrenzung der Population auf der etwa 200 km nördlich von Sulawesi liegenden Insel Sangihe als weitere Unterart nahe.

## Verhalten

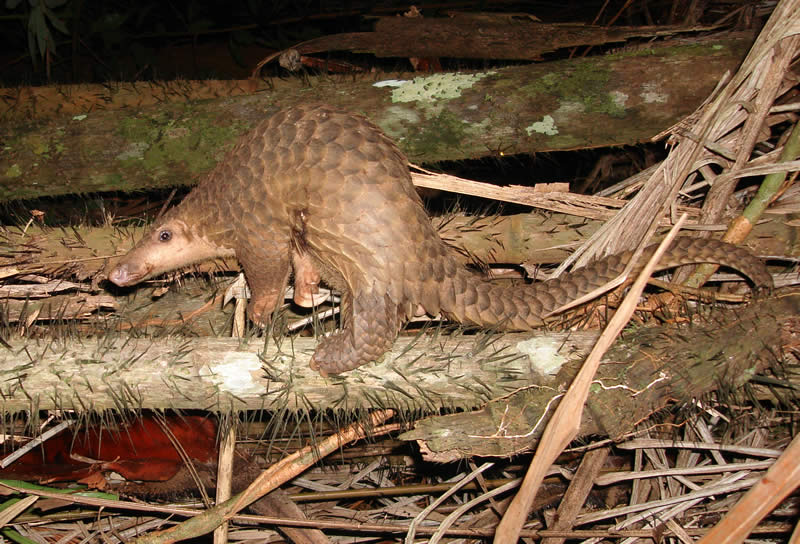
Malaiische Schuppentiere (Manis javanica) werden regelmäßig von Netzpythons erbeutet

Trotz des riesigen Verbreitungsgebietes und ihrer Häufigkeit in vielen Bereichen des Areals ist über das Verhalten der Art fast nichts bekannt. Studien zur Lebensweise der Art im Freiland gibt es nicht; schon der Lebendfang der Tiere zur Vermessung oder Markierung ist extrem aufwändig und schwierig. Netzpythons sind offenbar ausschließlich nachtaktiv und bewegen sich sehr unauffällig und meist in dichter Vegetation. Über Aktivitätsphasen und über die Größe des genutzten Lebensraumes einzelner Individuen gibt es keine Erkenntnisse. Der Tag wird in Verstecken verbracht. Auch über diese Verstecke ist wenig bekannt, in besiedelten Bereichen ruhen die Tiere aber regelmäßig unter Häusern, wo sie dann häufig entdeckt und getötet werden.
Über die nächtlichen Jagdmethoden ist ebenfalls nichts bekannt, da viele der Beutetiere (z. B. Affen) baumlebend sind, wird eine zumindest gelegentliche Jagd in Bäumen vermutet.

## Ernährung
Die Nahrung des Netzpythons besteht fast ausschließlich aus Säugern und Vögeln, gelegentlich werden auch Warane verzehrt. Intensive Untersuchungen zur Ernährung des Netzpythons wurden bisher nur auf Sumatra durchgeführt, hier wurden Mageninhalte von zur Ledergewinnung getöteten Tieren untersucht.
Die Beute wird nach dem Auflauern im Überraschungsangriff umschlungen und dann ausdauernd erdrückt, wodurch die Atmung bzw. der Blutkreislauf aussetzen. Danach wird die Beute mit dem Kopf voran im Ganzen verschlungen.
Die Größe der Beute ändert sich mit zunehmender Körpergröße des Pythons. Im Süden Sumatras ernähren sich Netzpythons mit einer Kopf-Rumpf-Länge bis zu etwa 2,8 Meter zu über 80 % von Ratten im weiteren Sinne (überwiegend Reisfeldratten (Rattus argentiventer) und Südasiatische Langschwanz-Riesenratten (Leopoldamys sabanus)). Bei größeren Individuen nimmt der Rattenanteil in der Ernährung stark ab, sie fressen dann dort unter anderem auch Schuppentiere, Stachelschweine, Affen (Javaneraffen (Macaca fascicularis), Braune Sumatra-Languren (Presbytis melalophos) und Silberne Haubenlanguren (Trachypithecus cristatus)), Wildschweine und Kantschile (Tragulus sp.). Primär geschlechtsspezifische Unterschiede bei der Ernährung wurden nicht festgestellt. Größere Anteile großer Beutetiere bei den Weibchen waren durch deren im Mittel erheblich größere Körpermaße bedingt; nur Weibchen erreichten hier Kopf-Rumpf-Längen über 4,25 Meter. Die Autoren der Studie vermuten, dass diese teilweise Umstellung der Ernährung auch mit einem Wechsel der genutzten Habitate verbunden ist: Während Männchen und junge Weibchen sich überwiegend in stark von Menschen beeinflussten und damit rattenreichen Bereichen aufhalten, wandern ältere Weibchen offenbar in naturnähere Habitate mit einem größeren Spektrum größerer Wirbeltierarten ab.
Auch hinsichtlich der Ernährung zeigt die Art jedoch eine große Anpassungsfähigkeit. Im Norden Sumatras, der durch intensive landwirtschaftliche Nutzung bedingt kaum noch naturnahe Habitate aufweist, besteht auch die Nahrung großer Weibchen fast ausschließlich aus Ratten und Haushühnern.
Beutetiere mit einem Gewicht zwischen 20 und ca. 50 Kilogramm sind mehrfach nachgewiesen worden, u. a. ein 24 Kilogramm schwerer Malaienbär und ein ausgewachsenes Sulawesi-Pustelschwein (Sus celebensis). Nach unbestätigten Berichten eines Schlangenverarbeiters auf Sumatra wurde in einem großen Netzpython ein 60 Kilogramm schweres Wildschwein gefunden. Auch die Tötung von Menschen durch Netzpythons ist mehrfach nachgewiesen worden, sogar das vollständige Verschlingen erwachsener Menschen ist belegt. Das durchschnittliche Beutegewicht ist jedoch viel geringer, im Süden Sumatras lag das mittlere Beutegewicht von 1070 untersuchten Pythons bei Männchen bei 0,75 Kilogramm, bei den größeren Weibchen bei 1,35 Kilogramm.

## Fortpflanzung
Zur Fortpflanzung im Freiland ist ebenfalls nur sehr wenig bekannt, auch hier stammt das bekannte Wissen fast ausschließlich von Untersuchungen toter Tiere und aus Gefangenschaft.
Netzpythons werden mit zwei bis vier Jahren geschlechtsreif, auf Sumatra haben Männchen dann eine Kopf-Rumpf-Länge von mindestens 137 Zentimetern, Weibchen sind mindestens 210 Zentimeter lang. Im Norden Sumatras wurden reproduktiv aktive Weibchen von Dezember bis März gefunden, ausnahmsweise auch im Juni, pro Jahr wird demnach ein Gelege überwiegend im April und im Mai gezeitigt. Ein erheblicher Anteil der Weibchen pflanzt sich offenbar nicht jedes Jahr fort. Die Gelege umfassten in Sumatra meist 10–40, im Mittel 24 Eier, Extremwerte waren 8 und 73 Eier; die Gelegegröße war mit der Größe der Weibchen korreliert. Die Eier sind 200–300 Gramm schwer. Das Gelege wird nach Beobachtungen in Gefangenschaft 80–90 Tage lang bebrütet. Das Weibchen liegt in dieser Zeit zusammengerollt über den Eiern, sorgt jedoch im Gegensatz zu anderen Pythonarten nicht durch Muskelzittern für gleichmäßige Temperaturen. Die Brutfürsorge endet mit dem Schlupf der Jungen. Frisch geschlüpfte Jungtiere sind im größten Teil des Verbreitungsgebietes 60–83 Zentimeter lang, bei den kleinen Tieren auf Tanahjampea unter 30 Zentimeter.

## Alter und Lebenserwartung
Angaben zum Durchschnitts- und Maximalalter freilebender Individuen sind unbekannt; in Gefangenschaft werden Netzpythons regelmäßig über 25 Jahre alt. Ein Exemplar im Tierpark Dessau erreichte ein Alter von fast 40 Jahren.

## Gefährdung
Netzpythons werden in großen Mengen zur Ledergewinnung gefangen, die Zahl der zu diesem Zweck getöteten Pythons wird auf mindestens 500.000 pro Jahr geschätzt. Der größte Teil der Tiere wird auf den Inseln Sumatra und Borneo erbeutet.

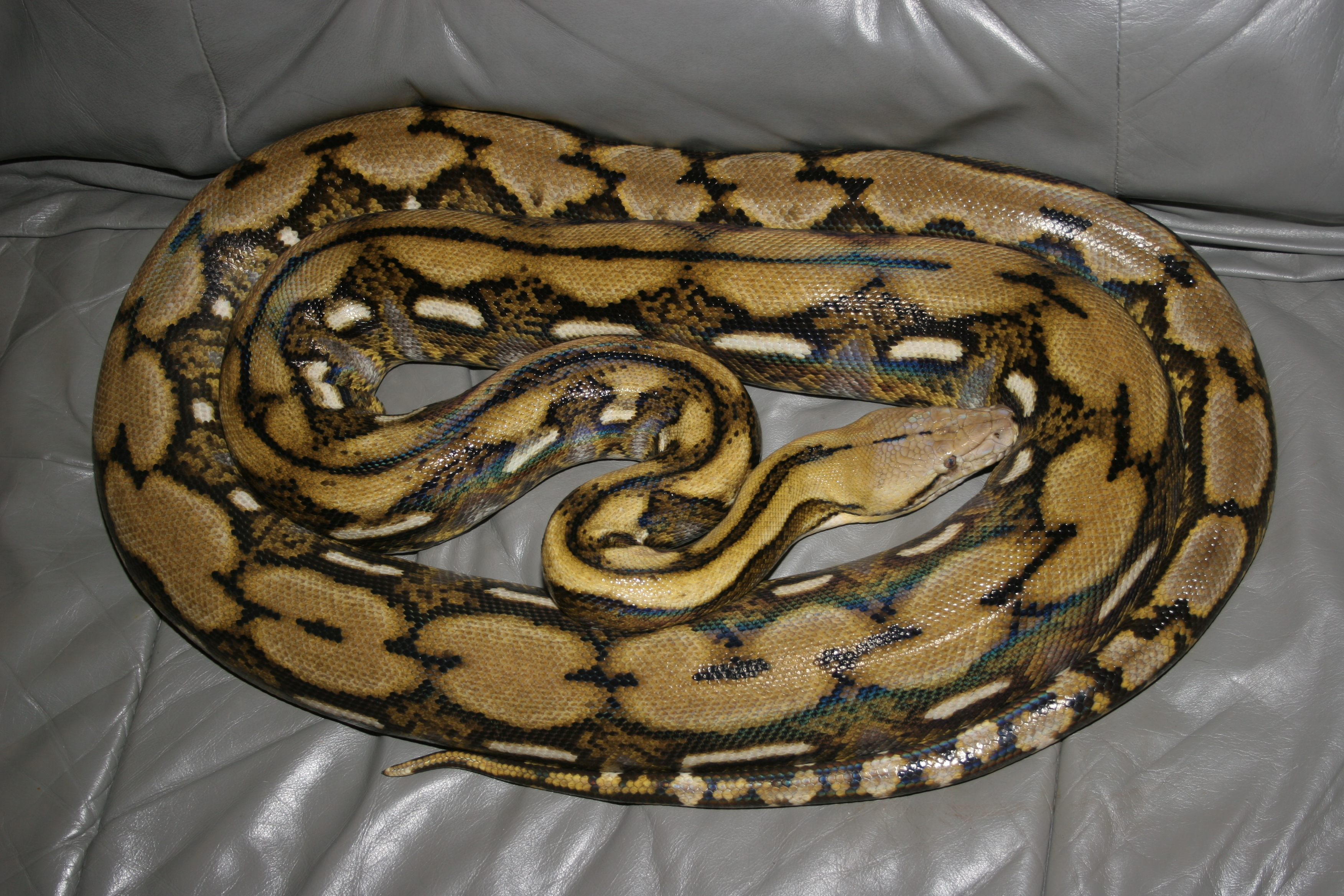
Netzpython der Zuchtform „tiger“ mit stark abgewandelter Rückenzeichnung bei einem privaten Halter – zwei Jahre altes Weibchen von rund drei Metern Länge

Zumindest in Indonesien werden Netzpythons nach Angaben der Bevölkerung auch häufig als Nahrungsquelle genutzt oder getötet, um „eine Belästigung durch Tiere zu vermeiden, die sonst Hühner, Hunde oder Kinder fressen würden“ („…that might otherwise devour chicken, dogs or children.“). Obwohl die intensive Verfolgung offenbar zumindest dazu führt, dass sehr große Netzpythons selten werden, gibt es bisher noch keine Anzeichen einer Gefährdung. Vermutlich können die Verluste durch das schnelle Wachstum, die frühe Geschlechtsreife und die hohe Reproduktion ausgeglichen werden. Da Netzpythons keine enge Bindung an naturnahe Lebensräume zeigen und auch ausschließlich von im menschlichen Siedlungsbereich sehr häufigen Ratten sowie Hühnern leben können, könnte die Art durch menschliche Aktivitäten sogar eher gefördert worden sein.
Der Netzpython ist im Washingtoner Artenschutzübereinkommen in Anhang II gelistet und unterliegt daher Handelsbeschränkungen. In Deutschland ist die Art nach dem Bundesnaturschutzgesetz besonders geschützt.